# 大浜西町
大浜西町（おおはまにしまち）は、大阪府堺市堺区にある地名。2024年現在丁を持たない単独町名。住居表示は未実施。

## 地理
堺区の西部に位置する。東は大浜北町・大浜中町・大浜南町、南は出島西町に接する。

### 港湾
- 堺泉北港
  - 出島漁港

## 歴史

### 沿革
- 1961年（昭和36年）、堺市大浜北町・大浜中町・大浜南町地先の埋立地より起立[5]。
- 2006年（平成18年）、堺市が政令指定都市に移行し、行政区を設置。大浜西町は堺区の所属となる。

## 学区
市立小・中学校に通う場合、学区は以下の通りとなる。
| 町名     | 番地 | 小学校           | 中学校           |
| -------- | ---- | ---------------- | ---------------- |
| 大浜西町 | 全域 | 堺市立英彰小学校 | 堺市立大浜中学校 |

## 事業所
2021年（令和3年）現在の経済センサス調査による事業所数と従業員数は以下の通りである。
| 町名     | 事業所数 | 従業員数 |
| -------- | -------- | -------- |
| 大浜西町 | 49事業所 | 1,472人  |

## 交通

### 道路
- 大阪府道29号大阪臨海線

## 郵便
- 郵便番号：590-0977[2]（集配局：堺郵便局[8]）。